# موتور سهراب قنبری
موتور سهراب قنبری یک منطقهٔ مسکونی در ایران است که در دهستان جازموریان واقع شده‌است. موتور سهراب قنبری ۱۳۷ نفر جمعیت دارد.